# Burgstraße 28–31, 38, 38a, 39, 40, Georg-Freitag-Straße 3, Marktstraße 5–18, 68

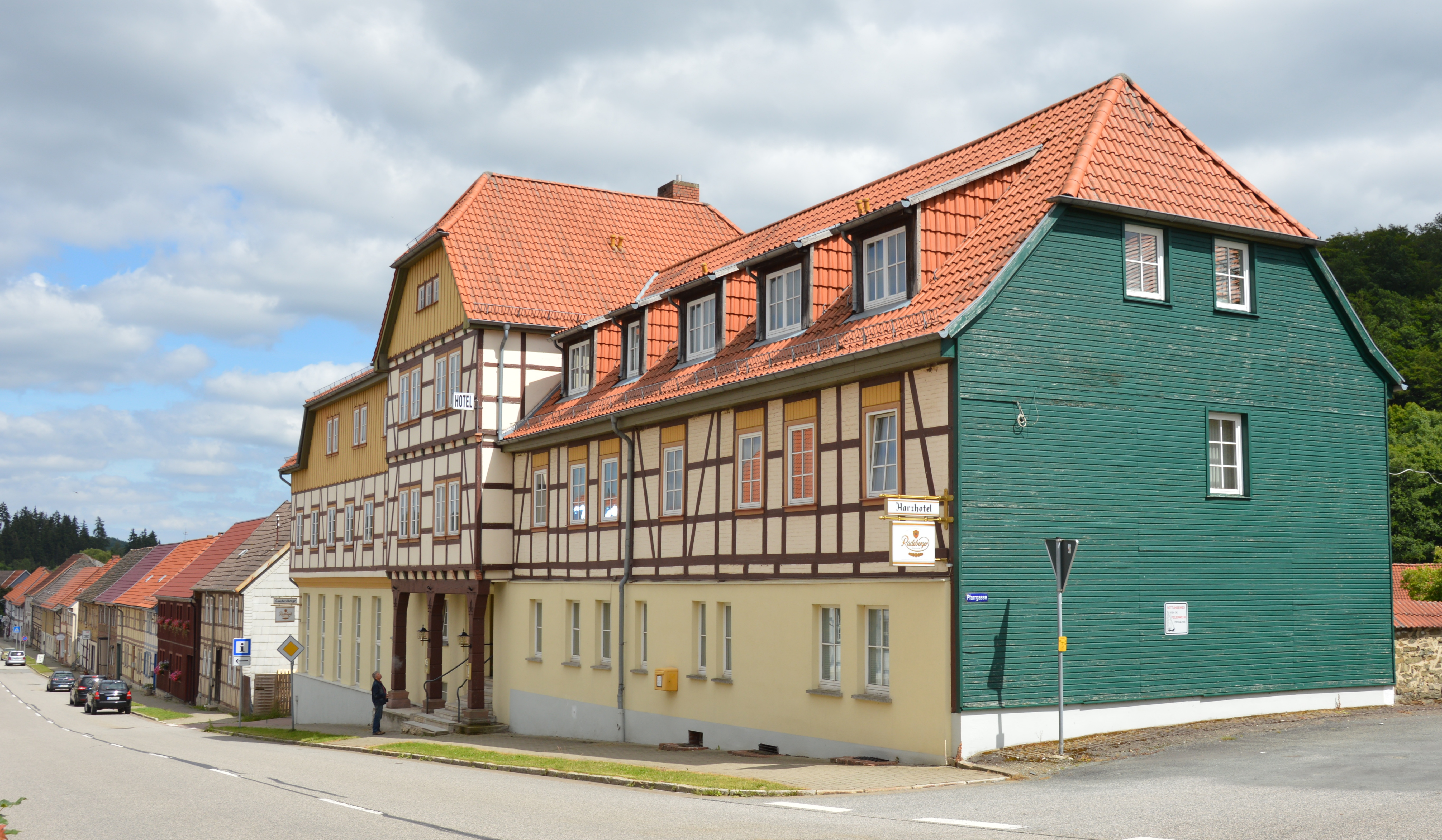
Marktstraße in Güntersberge

Burgstraße 28–31, 38, 38a, 39, 40, Georg-Freitag-Straße 3, Marktstraße 5–18, 68 ist die im örtlichen Denkmalverzeichnis eingetragene Bezeichnung für einen denkmalgeschützten Straßenzug in der Ortschaft Güntersberge der Stadt Harzgerode im Harz in Sachsen-Anhalt.

## Lage
Der Straßenzug zieht sich von West nach Ost durch den Ortskern von Güntersberge. Zum Denkmalbereich gehören unter anderem die auch als Einzeldenkmale ausgewiesenen Häuser Burgstraße 31, Oberförsterei Güntersberge und der Gasthof Schwarzer Bär. Im unmittelbaren Umfeld des Denkmalbereichs befinden sich auch das Rathaus Güntersberge und die St. Martini-Kirche.

## Architektur und Geschichte
Der Straßenzug entstand in seinem heutigen Charakter als Hauptachse des Orts wohl nach dem Stadtbrand des Jahres 1707. Entlang der Straße befinden sich viele Fachwerkhäuser aus der Zeit des 18. und 19. Jahrhunderts.
Im örtlichen Denkmalverzeichnis ist der Straßenzug unter der Erfassungsnummer 094 84951 als Denkmalbereich verzeichnet.